# Де-Калб (округ, Индиана)
Де-Калб (англ. DeKalb County) — округ в штате Индиана, США. Официально образован в 1837 году. По состоянию на 2010 год, численность населения составляла 42 223 человека.

## География
По данным Бюро переписи США, общая площадь округа равняется 942,372 км2, из которых 939,705 км2 суша и 1,030 км2 или 0,280 % — это водоёмы.

## Климат
В Де-Калбе типичная континентальная погода с очень теплым летом и очень холодной зимой. Средняя температура января в окружном центре составляет 31,4 °F (−0,3 °C), а средняя температура июля 83,9 °F (28,8 °C). В среднем в округе 13 дней с максимальной температурой 90 °F (32 °C) или выше и в среднем 136,8 дней с минимальной температурой 32 °F (0 °C) или ниже. Рекордно высокая температура в Оберне составила 106 °F (41 °C) 26 июня 1988 года.

## Население
По данным переписи населения 2000 года в округе проживает 40 285 жителей в составе 15 134 домашних хозяйств и 10 911 семей. Плотность населения составляет 43,00 человека на км2. На территории округа насчитывается 16 144 жилых строений, при плотности застройки около 17,00 строений на км2. Расовый состав населения: белые — 97,76 %, афроамериканцы — 0,25 %, коренные американцы (индейцы) — 0,22 %, азиаты — 0,33 %, гавайцы — 0,05 %, представители других рас — 0,67 %, представители двух или более рас — 0,73 %. Испаноязычные составляли 1,68 % населения независимо от расы.
В составе 36,30 % из общего числа домашних хозяйств проживают дети в возрасте до 18 лет, 59,30 % домашних хозяйств представляют собой супружеские пары, проживающие вместе, 8,80 % домашних хозяйств представляют собой одиноких женщин без супруга, 27,90 % домашних хозяйств не имеют отношения к семьям, 23,40 % домашних хозяйств состоят из одного человека, 9,30 % домашних хозяйств состоят из престарелых (65 лет и старше), проживающих в одиночестве. Средний размер домашнего хозяйства составляет 2,63 человека, и средний размер семьи 3,11 человека.
Возрастной состав округа: 28,00 % моложе 18 лет, 8,60 % от 18 до 24, 30,30 % от 25 до 44, 21,70 % от 45 до 64 и 21,70 % от 65 и старше. Средний возраст жителя округа 35 лет. На каждые 100 женщин приходится 99,20 мужчин. На каждые 100 женщин старше 18 лет приходится 96,40 мужчин.
Средний доход на домохозяйство в округе составлял 44 909 долларов, на семью — 51 676 долларов. Среднестатистический заработок мужчины был 37 322 долларов против 24 120 долларов для женщины. Доход на душу населения составлял 19 448 долларов. Около 3,70 % семей и 5,90 % общего населения находились ниже черты бедности, в том числе — 6,10 % молодежи (тех, кому ещё не исполнилось 18 лет) и 8,50 % тех, кому было уже больше 65 лет.